# Xã Crockett, Quận Arkansas, Arkansas
Xã Crockett (tiếng Anh: Crockett Township) là một xã thuộc quận Arkansas, tiểu bang Arkansas, Hoa Kỳ. Năm 2010, dân số của xã này là 104 người.